# استن لورل
استن لورل (به انگلیسی: Stan Laurel؛ ‏ ۱۶ ژوئن ۱۸۹۰ – ۲۳ فوریهٔ ۱۹۶۵) با نامِ اصلیِ آرتور استنلی جفرسون (به انگلیسی: Arthur Stanley Jefferson)، کمدین، نویسنده و کارگردان فیلم، اهل انگلستان و یکی از اعضای زوج هنری لورل و هاردی بود. او به همراه شریک کمدی خود اولیور هاردی در ۱۰۷ فیلم کوتاه، فیلم بلند و چند نقش افتخاری ظاهر شد.
لورل کار خود را در نمایش‌های کمدی روحوضی آغاز کرد، جایی که برخی از خصیصه‌ها یا اسباب‌های کمدی استاندارد خود را توسعه داد، از جمله کلاه بولرر، متانت و وقار ژرف کمدی، و خـُردنمایی‌های مضحک. اجراهای او در آنجا، مهارت‌هایش را در اجرای قطعات کوتاه نمایشی پانتومیم و موسیقی تقویت کرد. استن یکی از اعضای گروه هنری «قشون فرد کارنو» بود و در آنجا بازیگر علی‌البدل (هنرپیشه ذخیره) چارلی چاپلین محسوب می‌شد. او و چاپلین با گروه کارنو در یک کشتی از بریتانیا به ایالات متحده آمدند. لورل فعالیت سینمایی خود را در سال ۱۹۱۷ آغاز کرد و آخرین حضور خود را در سال ۱۹۵۱ تجربه نمود. او در سال ۱۹۲۱ با شریک کمدی خود الیور هاردی در فیلم کوتاه سگ خوشبخت ظاهر شد؛ اگرچه تشکیل زوج هنری آنها تا اواخر سال ۱۹۲۷ مقدور نشد. وی پس از آن، به‌طور انحصاری با هاردی همبازی شد تا اینکه پس از مرگ شریک کمدی خود در سال ۱۹۵۷ بازنشسته شد.
لورل در آوریل ۱۹۶۱، در سی و سومین دوره جوایز اسکار، بابت کارهای پیشگامانه و برجسته خود در هنر کمدی، جایزه اسکار افتخاری را دریافت کرد و یک ستاره هم در پیاده‌روی مشاهیر هالیوود در شمارهٔ ۷۰۲۱ بلوار هالیوود دارد. لورل و هاردی در یک نظرسنجی در بریتانیا در سال ۲۰۰۵ برای یافتن بهترین زوج کمدی، در رتبه اول قرار گرفتند و در مجموع در رتبهٔ هفتم بهترین کمدین‌ها ایستادند. در سال ۲۰۱۹، لورل در صدر فهرستی از بزرگ‌ترین کمدین‌های بریتانیایی قرار گرفت که توسط یک گروه داوران از شبکهٔ تلویزیونی گُـلد گردآوری شده بود. در سال ۲۰۰۹، مجسمه برنزی این زوج هنری در شهر زادگاه لورل، اولرستون رونمایی شد.

## اوایل زندگی

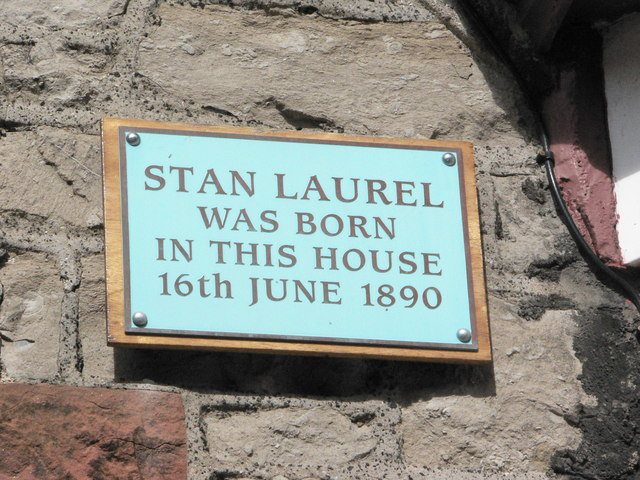
نشان یادبود لورل در زادگاهش اولرستون

آرتور استنلی جفرسون در ۱۶ ژوئن ۱۸۹۰ در خانه پدربزرگ و مادربزرگش در خیابان آرگایل، اولرستون لانکاشر زاده شد. پدرش «آرتور جی. جفرسون» بازیگر و مدیر تئاتر اهل بیشاپ اوکلند و مادرش «مارگارت مِـتکاف»، بازیگر اهل اولرستون بود. این خانواده پنج فرزند داشتند که یکی از آنها ادوارد نام داشت که بعدها در چهار فیلم کوتاه استن ظاهر شد.
پدر و مادرش هر دو در تئاتر فعال بودند و همیشه سرشان شلوغ بود. لورل در سال‌های اولیه زندگی خود، زمان زیادی را با مادربزرگ مادری‌اش، «سارا مِـتکاف» گذراند. وی به «مدرسهٔ دستور زبان کینگ جیمز اول» در بیشاپ اوکلند کانتی دورام و «مدرسهٔ ابتدایی کینگ» در تایموث نورث‌آمبرلند رفت.

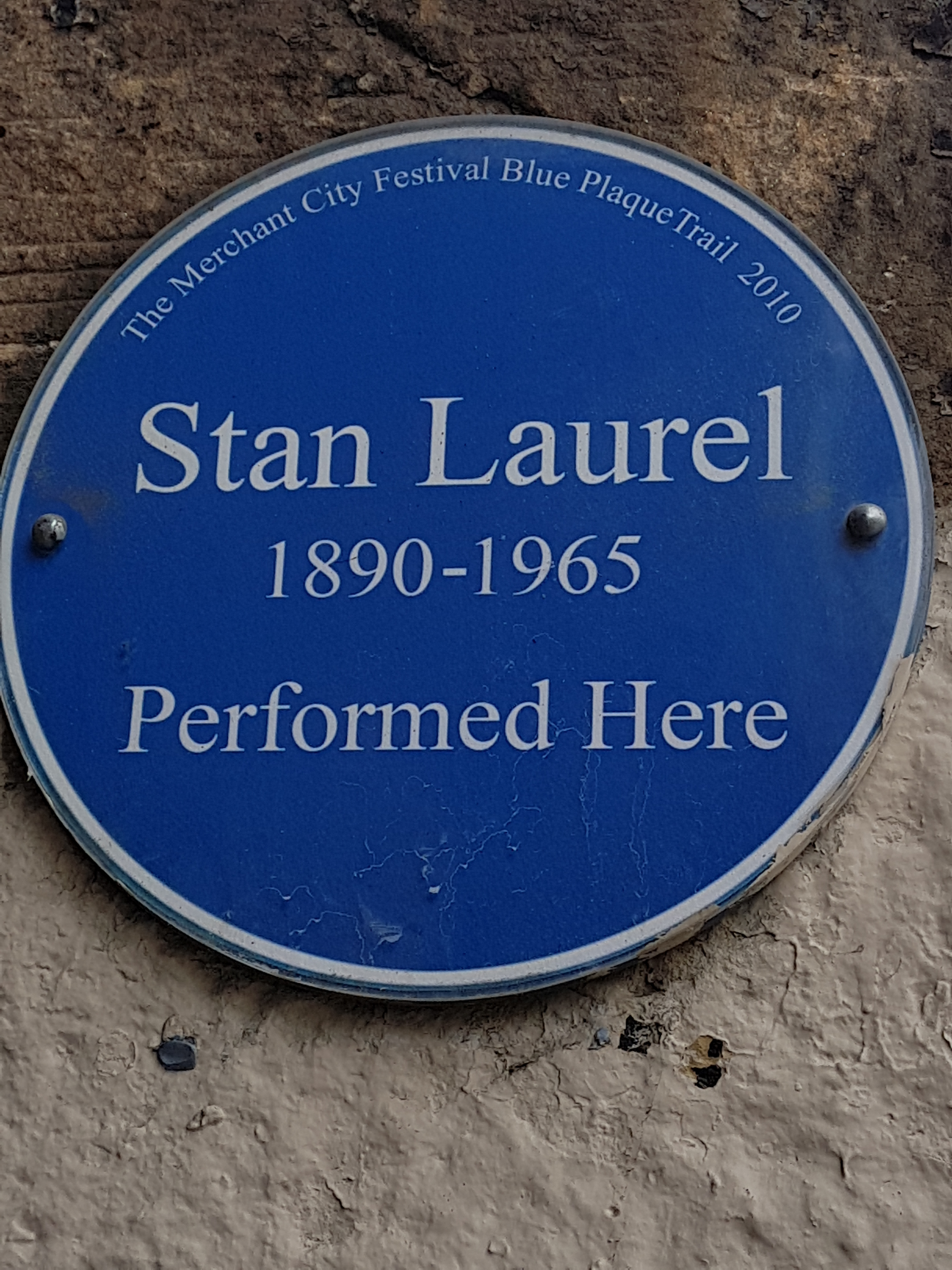
نشان یادبود لورل در بریتانیا میوزیک هال، گلاسگو

کمی بعد استن به‌همراه خانواده‌اش به گلاسگو اسکاتلند نقل مکان کردند و وی در آنجا به «دبیرستان استون‌لا» (آکادمی راترگلن) رفت. پدرش مدیر «تئاتر متروپل» در گلاسگو بود و استن از همان‌جا وارد عرضه نمایش شد. قهرمان دوران کودکی وی دن لنو، یکی از بزرگ‌ترین کمدین‌های انگلیسی نمایش‌های روحوضی بود. لورل با علاقه ذاتی‌اش به تئاتر، اولین اجرای حرفه‌ای خود را روی صحنه در سن شانزده سالگی در پانوپتیکون در گلاسگو انجام داد، جایی که مهارت‌های خود را در پانتومیم و قطعات کوتاه نمایشی شسته و رفته نمود. در همین‌جا بود که برخی از خصیصه‌ها و اسباب‌های کمدی استاندارد لورل، از جمله کلاه بولر و خـُردنمایی‌های مضحک و خنده‌دارش شکل گرفت.
در سال ۱۹۱۲ لورل در قالب یک زوج کمدی هنری به نام «برادران بارتو» با کمدینی دیگری به نام «تد دزموند» در یک تور هنری در هلند و بلژیک همراه شد. اجراهای ایندو که در لباس رومی‌های باستان انجام می‌شد، زمانی به پایان رسید که به لورل پیشنهاد شد تا به یک گروه هنری سیار آمریکایی بپیوندد. پس از اینکه لورل انگلستان را به مقصد آمریکا ترک کرد، این زوج هنری، دوستی خود را مادام‌العمر حفظ کردند و نامه‌ها و عکس‌هایی به یکدیگر ارسال کردند که در خلال آن می‌توان ظهور لورل از یک کمدین ناشناس بریتانیایی در سال ۱۹۱۳ را به یکی از بزرگ‌ترین نام‌داران هالیوود در دهه ۱۹۵۰ مشاهده نمود. این مکاتبات که حدود ۵۰ سال را در بر می‌گرفت و شامل عکس‌هایی از دیدار مجدد آنها در ایالات متحده است، توسط جفری نولان، نوهٔ دزموند در سال ۲۰۱۸ به حراج گذاشته شد.
او در سال ۱۹۱۰ با نام هنری «استن جفرسون» به گروه بازیگران فرد کارنو پیوست. چارلی چاپلین جوان هم عضو این گروه بود. این نمایش‌های مردمی روحوضی، سبب پیشرفت حرفه‌ای لورل شد و او مدتی به عنوان هنرپیشه ذخیرهٔ چاپلین ایفای نقش نمود. کارنو یکی از پیشگامان کمدی سبک اسلپ‌استیک بود، و لورل در زندگینامه خود اظهار داشت: «فرد کارنو به چارلی چاپلین و من، تمام آنچه را در مورد کمدی می‌دانیم آموزش نداد. او فقط قسمت اعظم آن را به ما آموخت». چاپلین و لورل به همراه گروه کارنو با یک کشتی از بریتانیا به ایالات متحده رسیدند و در سرتاسر این کشور به اجرای برنامه پرداختند. در طول جنگ جهانی اول و بر پایهٔ مصوبهٔ «خدمت وظیفهٔ گزینشی» در ۱۹۱۷، لورل برای خدمت سربازی در ارتش آمریکا در ۵ ژوئن ۱۹۱۷ ثبت نام کرد، اما به خدمت فراخوانده نشد. در کارت ثبت‌نام وی، وضعیت اقامتش را بیگانه مقیم و علت معافیتش را ناشنوایی نوشته بودند.
گروه هنری کارنو در بهار ۱۹۱۴ از هم پاشید. استن به همراه دو بازیگر سابق این گروه، ادگار هرلی و همسرش اتل (معروف به "وِرن") گروه کمدی "سه کمیک" را تشکیل دادند. به توصیه مدیر برنامه سالن نمایش گوردون باستوک، آنها خود را "گروه سه‌نفرهٔ کی‌استون" نامیدند. استن بازی در نقش این شخصیت نمایشی را به تقلید از چارلی چاپلین آغاز کرد و ادگار هرلی و اتل هرلی نیز شخصیت‌های کمدی خود را به تقلید از کمدین‌های دوران صامت چستر کانکلین و میبل نورماند ارائه کردند. همکاری موفقیت‌آمیز اینها مابین فوریه تا اکتبر ۱۹۱۵ ادامه شد و پس از آنها راه خود را از هم جدا کردند. بین سال‌های ۱۹۱۶ و ۱۹۱۸، او با آلیس کوک و بالدوین کوک که دوستان مادام العمر او شدند، همکاری کرد تا «گروه سه‌نفرهٔ استن جفرسون» را تشکیل دهند.

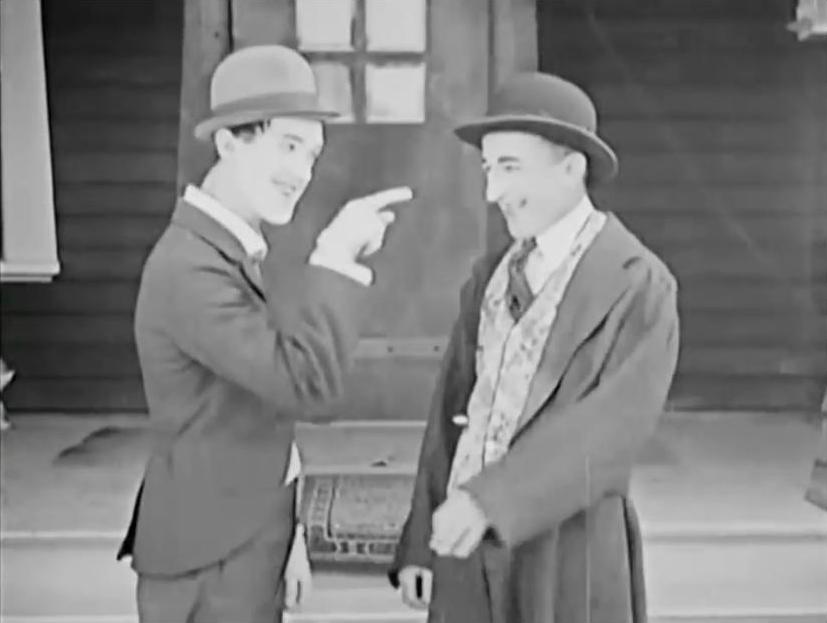
لورل یک سال پس از شروع کار سینمایی خود، با لری سمون در فیلم فریب‌کاران و دیوانگان همبازی شد (۱۹۱۸).

در میان بازیگران دیگر، لورل برای مدت کوتاهی در کنار اولیور هاردی در فیلم صامت سگ خوشبخت (۱۹۲۱) بازی کرد، پیش از آنکه زوج هنری‌شان رسماً شکل گیرد. در همین زمان بود که لورل با می دالبرگ آشنا شد. تقریباً در همان حوالی، دالبرگ به او گفت که نام هنری «استن جفرسون» به دلیل سیزده حرفی بودن «خوش‌یُمن» نیست و به او پیشنهاد داد که نام هنری «لورل» را برگزیند. لورل این ادعا را رد کرد و گفت که علت انتخاب نامِ هنری «لورل»، تنها «خوش آوایی» این نام بوده‌است. این زوج با هم به اجرای برنامه ادامه دادند و به لورل بابت بازی در کمدی‌های کوتاه صامت، دستمزد ۷۵ دلار در هفته پیشنهاد شد. پس از ساخت اولین فیلمش کله‌پوک‌ها در ماه مه، یونیورسال به لورل پیشنهاد انعقاد قراردادی بلندمدت داد. این قرارداد نه چندان بعد، طی یک تغییر مجدد مدیریت در استودیو لغو شد. از جمله فیلم‌هایی که دالبرگ و لورل در آن با هم ظاهر شدند، فیلم هجوآمیز گل و ماسه در سال ۱۹۲۲ بود.
در سال ۱۹۲۴، لورل برای حضورِ تمام وقت در سینما تحت قراردادی با جو راک برای ساخت ۱۲ فیلم کمدی کوتاه، صحنه تئاتر را رها کرد. این قرارداد یک شرط غیرمعمول داشت: دالبرگ نمی‌بایست در هیچ‌یک از فیلم‌ها حضور داشته باشد. راک فکر می‌کرد که خلق و خوی دالبرگ مانع خلاقیت هنری لورل شده‌است. دالبرگ از سال ۱۹۲۵، شروع به دخالت در کارهای لورل کرد، بنابراین، جو راک به او پیشنهاد تسویه حساب نقدی و یک بلیط یک‌طرفه بازگشت به زادگاهش استرالیا را داد که او نیز پذیرفت. این ۱۲ فیلم کمدی کوتاه عبارت بودند از: بلبشوی ماندارین (۱۹۲۴)، بازداشت‌شده (۱۹۲۴)، موسیو اهمیت نده، غرب هات‌داگ، جایی به اشتباه، دوقلوها، سیاه‌مست، باز برفی و روزگار غم‌بار ملوانی، کارآگاه، دکتر پیکل و آقای پراید و نیمچه مرد.

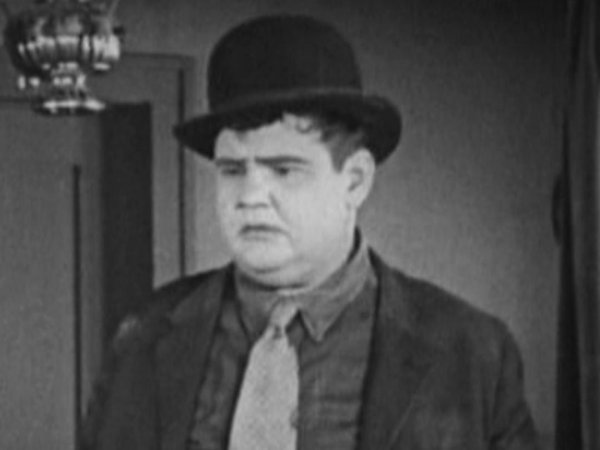
اولیور هاردی در صحنه‌ای از فیلم آره، آره، نانت (۱۹۲۵)، یکی از فیلم‌های کوتاه انفرادی هاردی با کارگردانی استن لورل

نام لورل همانند شریک هنری آتی خود هاردی، به‌عنوان کارگردان در ده فیلم کوتاه صامت (بین سال‌های ۱۹۲۵ و ۱۹۲۷) ثبت شده‌است. اما برخلاف هاردی، خودش در هیچ‌یک از آنها به ایفای نقش نپرداخته‌است. الیور هاردی در سه فیلم کوتاه به کارگردانی است لورل نقش‌آفرینی کرده‌است: آره، آره، نانت (۱۹۲۵)، باباهای سرگردان (۱۹۲۶) و مادام میستری (۱۹۲۶).

## لورل و هاردی
لورل کمی بعد با استودیوی هال روچ قرارداد امضا کرد و در آنجا چند فیلم کارگردانی کرد، از جمله فیلمی به نام آره، آره، نانت محصول ۱۹۲۶ (که در آن الیور هاردی با نام «بیب» هاردی نقش داشت). قصد لورل این بود که در درجه اول به عنوان نویسنده و کارگردان فعالیت کند.
در همان سال، هاردی، یکی از بازیگران کمدی گروه «آل استار» استودیوی هال روچ، در یک اتفاق ناگوار در آشپزخانه مجروح و روانهٔ بیمارستان شد. از آنجایی که او قادر به بازی در یک فیلم کمدی از قبل برنامه‌ریزی‌شده نبود، از لورل خواستند تا جای خالی هاردی را پر کند و به عرصهٔ بازیگری بازگردد. از اوایل سال ۱۹۲۷، لورل و هاردی در چندین فیلم کوتاه از جمله سوپ اردک، ازدواج چپ‌اندرقیچی و با عشق و نارضایتی با هم همبازی شدند. دوستی این دو با هم آغاز شد و ماهیت کمدی دوجانبهٔ آنها آشکار شد. لئو مک‌کری، مدیر ناظر استودیو روچ، متوجه واکنش تماشاگران به آن‌ها شد و از آن پس آندو را در یک تیم کمدی دونفره به بازی گرفت که منجر به مجموعه فیلم‌های لورل و هاردی در اواخر همان سال شد.
این دو کمدین با همکاری هم، تعداد فراوانی فیلم‌های کوتاه ساختند، از جمله نبرد قرن، آیا مردان متأهل باید به خانه بروند؟، دو ملوان، بزرگ باش!، کسب‌وکار حسابی و چندین فیلم دیگر. لورل و هاردی با موفقیت در سال ۱۹۲۹ با فیلم کوتاه ما عادت نداریم به بازی در فیلم‌های ناطق روی آوردند. آنها همچنین در اولین فیلم بلند خود در یکی از سکانس‌های نمایشی فیلم نمایش هالیوود ۱۹۲۹ در سال ۱۹۲۹ ظاهر شدند و سال بعد به عنوان نقش برجسته کمیک در فیلم موزیکال مجلل و تمام رنگی (با تکنیک تکنی‌کالر) آواز یاغی هنرنمایی کردند. اولین فیلم بلند آنها ما را ببخشید در سال ۱۹۳۱ منتشر شد. لورل و هاردی تا سال ۱۹۳۵ به ساخت فیلم‌های بلند و کوتاه ادامه دادند، از جمله فیلم کوتاه سه حلقه‌ای جعبه موسیقی (۱۹۳۲) که برنده جایزه اسکار بهترین فیلم کوتاه شد.

### دردسر در استودیوی هال روچ
در طول دهه ۱۹۳۰، لورل درگیر اختلافاتی با هال روچ بود که منجر به فسخ قراردادش شد. روچ قراردادهای جداگانه‌ای برای لورل و هاردی داشت که در زمان‌های مختلف منقضی می‌شد، بنابراین هاردی در استودیو ماند و با هری لنگدون در فیلم زنوبیا در سال ۱۹۳۹ همبازی شد. استودیو بحث‌هایی برای تغییر نام تعدادی فیلم با بازی مشترک هاردی با پتسی کلی به «خانواده هاردی» پیش کشید. اما لورل از هال روچ به خاطر نقض مفاد قرارداد شکایت کرد. در نهایت، پرونده منتفی شد و لورل به استودیو هال روچ بازگشت. اولین فیلمی که لورل و هاردی پس از بازگشت لورل ساختند، ساده‌لوح در آکسفورد در آکسفورد بود. سپس آنها نخاله‌ها در دریا را ساختند که آخرین فیلمشان برای هال روچ بود.

### جنگ جهانی دوم

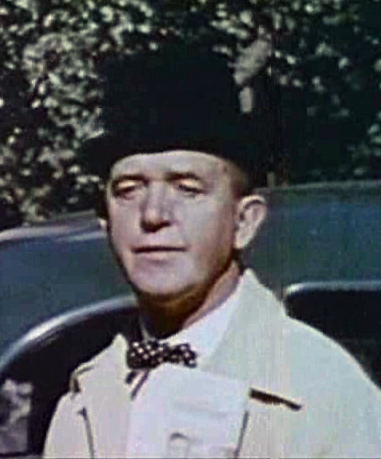
استن لورل در صحنه‌ای از فیلم درخت در یک لوله آزمایش (۱۹۴۳)، یک فیلم کوتاه رنگی به سفارش وزارت کشاورزی ایالات متحده آمریکا

در سال ۱۹۴۱، لورل و هاردی قراردادی را با استودیوهای قرن بیستم امضا کردند تا در مدت پنج سال، ده فیلم بسازند. لورل در کمال تعجب متوجه شد که او و هاردی فقط به عنوان بازیگر استخدام شده‌اند و انتظار نمی‌رود که در صحنه‌سازی، نگارش یا تدوین فیلم‌ها مشارکت داشته باشند. با این حال، پس از موفقیت چشمگیر این فیلم‌ها، به لورل و هاردی آزادی عمل بیشتری داده شد و آنها به تدریج چیزهایی از خودشان به فیلم‌ها افزودند. آنها شش فیلم برای فاکس ساخته بودند که استودیو به‌طور ناگهانی تولید فیلم‌های درجه ب را در دسامبر ۱۹۴۴ کنار گذاشت. این زوج هنری در سال ۱۹۴۲ قرارداد دیگری با مترو گلدوین مایر امضا کرد که منجر به ساخت دو فیلم بلند دیگر شد.
لورل در سال ۱۹۴۷ با منظور تجدید خاطرات دوران حضورش در نمایش‌ها و تئاتر روحوضی، یک سفر شغلی ۶ هفته‌ای را به همراه هاردی در بریتانیا آغاز کردند و در برنامه‌های رنگارنگ متعددی شرکت کردند. بازگشت لورل به زادگاهش در اولرستون در ماه مه انجام شد و هزاران نفر از طرفداران ایندو در بیرون «کورونیشن هال» به استقبال‌شان رفتند. روزنامهٔ «ایونینگ مِـیل» نوشت: «الیور هاردی به خبرنگار ما گفت که استن طی ۲۲ سال گذشته، همواره دربارهٔ اولرستون حرف می‌زد و او با خود فکر کرده که حتماً باید سری به آنجا بزند.» این تور هنری در نهایت با حضور در یک برنامه رنگارنگ به نام «رویال ورایتی پرفورمنس» در مقابل جرج ششم و شهبانوی همسر الیزابت در لندن پایان پذیرفت. موفقیت این تور نمایشی چنان بود که سبب شد تا آنها، هفت سال آینده را نیز به اجراهای هنری در بریتانیا و اروپا ادامه دهند.
در همین هنگام، لورل متوجه شد که دچار دیابت شده‌است، بنابراین هاردی را تشویق کرد تا به پروژه‌های انفرادی خود ادامه دهد، و هاردی هم قبول کرد و در فیلم‌های با بازی جان وین و بینگ کرازبی ظاهر شد.
در سال ۱۹۵۰ لورل و هاردی برای ساخت یک فیلم سینمایی بلند به فرانسه دعوت شدند. این فیلم یک فاجعه بود، محصول مشترکی از فرانسه و ایتالیا با عنوان آتول کا. (این فیلم با عنوان یوتوپیا در ایالات متحده آمریکا و رابینسون کروزولاند در بریتانیا منتشر شد). هر دو ستاره در طول فیلمبرداری به‌طور مشهودی بیمار بودند. لورل و هاردی پس از بازگشت به ایالات متحده، بیشتر زمان خود را در نقاهت گذراندند. در سال ۱۹۵۲، لورل و هاردی بار دیگر در اروپا، تور هنری موفقیت‌آمیزی داشتند و در سال ۱۹۵۳ برای یک تور هنری دیگر به این قاره بازگشتند. در طول این تور اخیر، لورل بیمار شد و تا چند هفته نتوانست برنامه‌ای اجرا کند.
در مه ۱۹۵۴، هاردی دچار حمله قلبی شد و تور هنری‌شان را لغو کردند. در سال ۱۹۵۵ آنها قصد داشتند یک مجموعه تلویزیونی به نام «افسانه‌های شگفت‌انگیز لورل و هاردی» بر اساس قصه‌های‌های کودکانه بسازند. پس از اینکه هاردی در ۲۵ آوریل ۱۹۵۵ دچار سکته مغزی شد، برنامه‌ریزی‌ها به تعویق افتادند. اما هنگامی که تیم در حال برنامه‌ریزی برای بازگشت مجدد به کار بودند، هاردی دوباره در ۱۴ سپتامبر ۱۹۵۶ دچار سکته مغزی شد و دیگر نتوانست به حرفهٔ بازیگری بازگردد.

### مرگ هاردی
الیور هاردی در ۷ اوت ۱۹۵۷ درگذشت. افرادی که لورل را می‌شناختند گفتند که مرگ هاردی او را کاملاً خُرد و ویران کرد و هرگز به‌طور کامل از این رنج روحی بهبود نیافت. همسرش به مطبوعات گفت که او با شنیدن خبر مرگ هاردی به‌لحاظ جسمانی هم بیمار شد. لورل در واقع آنچنان ناتوان بود که نتوانست در تشییع جنازه هاردی شرکت کند و گفت: «الی درک میکنه». اگرچه لورل ارتباطش را با طرفدارانش حفظ کرد، اما از آن پس، از هرگونه اجرای روی صحنه یا بازی در فیلم‌های دیگر خودداری کرد، زیرا نمی‌خواست بدون هاردی کار کند و هر پیشنهادی را برای حضور در مجامع عمومی رد می‌کرد.

## پس از دوران «لورل و هاردی»
در سال ۱۹۶۱، به استن لورل جایزه اسکار افتخاری «به خاطر پیشگامی خلاقانه‌اش در زمینه کمدی سینما» اعطا شد. لورل توسط باب هوپ معرفی شد و جایزه‌اش را دنی کی به نیابت دریافت کرد. لورل به آرزوی دیرینه‌اش به عنوان کمدین دست یافته بود و در نزدیک به ۱۹۰ فیلم بازی کرده بود. او آخرین سالهای زندگی خود را در آپارتمان کوچکی در «ساختمان‌های اوشنا» در سانتا مونیکا گذراند. لورل با هوادارانش مهربان بود و زمان زیادی را صرف پاسخ دادن به نامه‌های طرفداران خود می‌نمود. شماره تلفن او نیز در «دفترچه تلفن همگانی» درج شده بود و مردم می‌توانستند مستقیماً به او زنگ بزنند.
جری لوئیس یکی از کمدین‌هایی بود که به دیدار او می‌رفت و برای ساخت فیلم پادوی هتل (۱۹۶۰) از او مشورت گرفت. جری لوئیس در این فیلم نام شخصیت اصلی داستان را «استنلی» گذاشت تا بدین ترتیب ادای احترامی به لورل کرده باشد و از بیل ریچموند خواست شبیه به کاراکتر لورل بازی کند. دیک ون دایک نیز داستان مشابهی را تعریف می‌کرد. هنگامی که او تازه‌کار بود، روزی شماره تلفن لورل را پیدا کرد، با او تماس گرفت و سپس به خانه‌اش رفت. ون دایک نقش لورل را در اپیزود «رسوایی‌های سام پومرانتز» در نمایش دیک ون دایک بازی کرد. به لورل پیشنهاد شد تا نقشی افتخاری در دنیای دیوانه، دیوانه، دیوانه، دیوانه (۱۹۶۳) داشته باشد، اما او نپذیرفت. می‌گویند او گفته بود که نمی‌خواهد در سنین پیری، به‌ویژه بدون هاردی بر روی پرده سینما دیده شود. با این حال، به نظر می‌رسد که مشارکت او به مرحله فیلم‌برداری یک سکانس با پس‌زمینه مشابهی از فیلم‌های قدیمی‌اش رسیده بود؛ در یک اتومبیل کانورتیبل‌های قدیمی با حالت ایستاده در صندلی پشت فرمان و در حال بر سرگذاشتن یک کلاه دربی. سپس این نقش افتخاری کوتاه به جک بنی داده شد که کلاه خاص لورل را بر سر داشت.

## زندگی شخصی
لورل و می دالبرگ هیچگاه با هم ازدواج نکردند و از سال ۱۹۱۹ تا ۱۹۲۵ تحت ازدواج عرفی با هم زندگی کردند تا آنکه دالبرگ، پیشنهاد و بلیت یک‌طرفهٔ بازگشت به زادگاهش را از جو راک پذیرفت و به استرالیا رفت. در نوامبر ۱۹۳۷، دالبرگ به ایالات متحده بازگشت و از لورل برای عدم حمایت مالی شکایت کرد. در آن زمان، ازدواج دوم لورل در مرحله طلاق بود، و دعوای حقوقی دالبرگ بر مشکلات لورل افزود. این موضوع خارج از دادگاه حل و فصل شد. دالبرگ توسط دادگاه به عنوان «عامل مددرسان پروژه» توصیف شد. لورل یکی از چندین بازیگر مشهور بریتانیایی در هالیوود بود که هرگز تابعیت ایالات متحده را دریافت نکرد.
لورل چهار زن داشت و پس از طلاق، با یکی از آنها برای بار دوم ازدواج کرد. همسر اول او لوئیس نیلسون نام داشت که در ۱۳ اوت ۱۹۲۶ با او ازدواج کرد و با هم صاحب یک دختر به نام لوئیس شدند که در ۱۰ دسامبر ۱۹۲۷ به دنیا آمد. فرزند دوم آنها به نام استنلی، دو ماه زودتر از موعد در می ۱۹۳۰ به دنیا آمد، اما پس از ۹ روز درگذشت. لورل و نیلسون در دسامبر ۱۹۳۴ طلاق گرفتند. دختر آنها لوئیس در ۲۷ ژوئیه ۲۰۱۷ در سن ۸۹ سالگی درگذشت.
در سال ۱۹۳۵، لورل با ویرجینیا روث راجرز (معروف به روث) ازدواج کرد. در سال ۱۹۳۷، لورل درخواست طلاق داد و اعتراف کرد که هنوز با همسر سابقش لوئیس رابطهٔ عاطفی-ذهنی دارد و نتوانسته او را از زندگی‌اش کنار بگذارد، اما لوئیس تصمیم گرفت آشتی نکند. در روز سال نو ۱۹۳۸، لورل با ویرا ایوانووا شووالووا (معروف به ایلینا) ازدواج کرد و روث او را به دو همسری متهم کرد، اما طلاق آنها چند روز قبل از ازدواج جدیدش قطعی شده بود. ازدواج جدید بسیار پُرتنش بود و ایلینا او را متهم کرد که سعی دارد او را در حیاط پشتی خانه‌شان در دره سان فرناندو زنده به گور کند. لورل و ایلینا در سال ۱۹۳۹ از هم جدا شدند و در سال ۱۹۴۰ طلاق گرفتند، و ایلینا در ۱ فوریه ۱۹۴۰ در ازای دریافت ۶۵۰۰ دلار تمام ادعاهای مالی و حقوقی خود را که از داشتن نام‌خانوادگی همسرش شامل حالش شده بود، واگذار کرد. در سال ۱۹۴۱، لورل دوباره با ویرجینیا روث راجرز ازدواج کرد. آنها برای دومین بار در اوایل سال ۱۹۴۶ طلاق گرفتند. لورل سرانجام در ۶ مه ۱۹۴۶ با آیدا کیتائوا رافائل ازدواج کرد و تا زمان مرگش با او ماند.

## مرگ

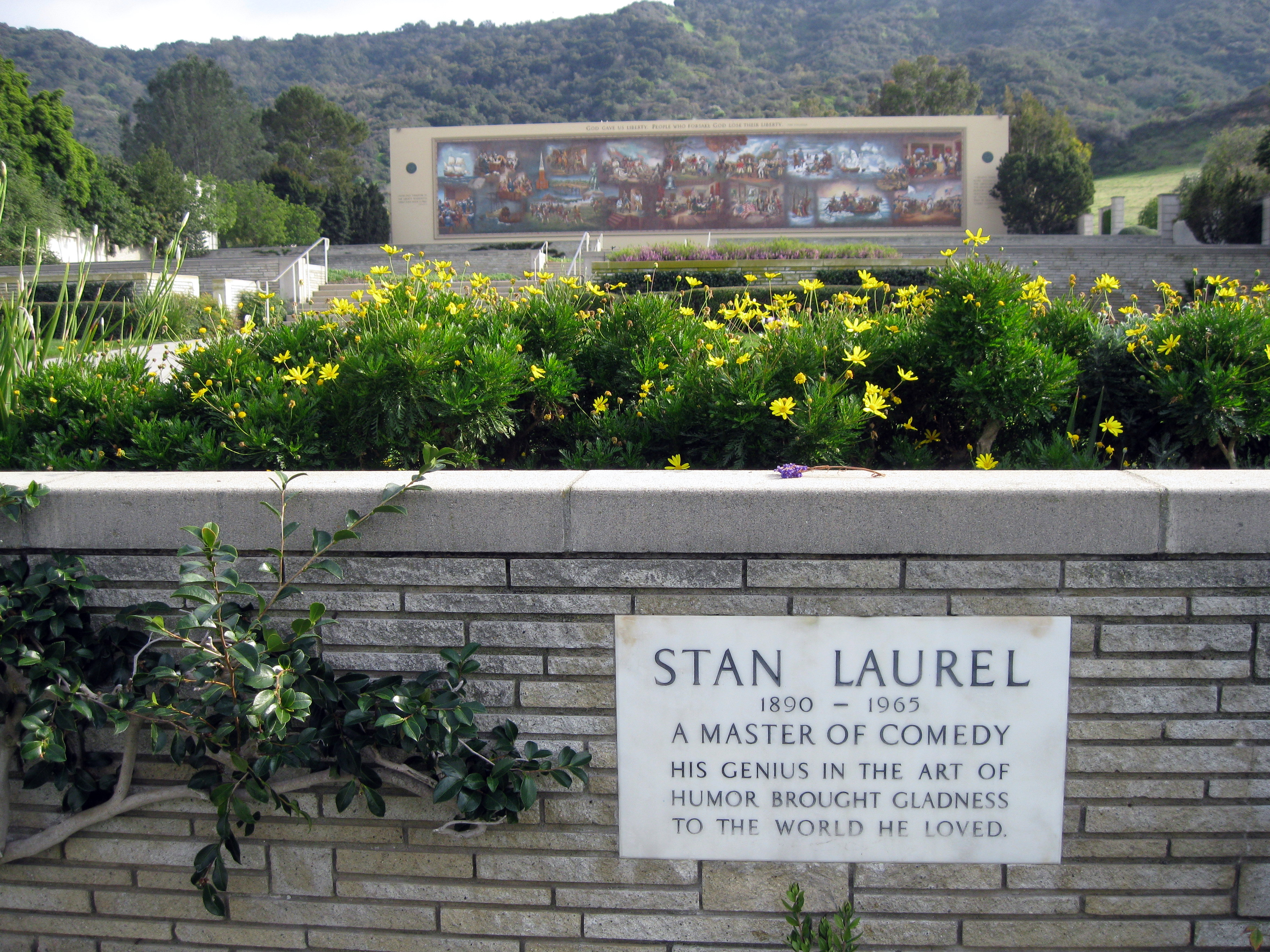
مقبرهٔ لورل در آرامگاه فارست لان مموریال پارک در هالیوود هیلز

لورل سیگاری بود تا اینکه در سال ۱۹۶۰ ناگهان آن را ترک کرد. در ژانویه ۱۹۶۵، او چندین عکسبرداری با اشعه ایکس برای عفونت سقف دهان انجام داد. وی در ۲۳ فوریه ۱۹۶۵ در سن ۷۴ سالگی، چهار روز پس از یک سکته قلبی درگذشت. لورل دقایقی پیش از مرگ به پرستارش گفت که بدش نمی‌آید کمی اسکی کند و پرستارش پاسخ داد که نمی‌دانست لورل اسکی‌بازی بلد است. لورل گفت: «بلد نیستم، ولی ترجیح می‌دهم اون کارو بکنم تا این کار!» (اشاره‌ای به بستر بیماری بودن و احتضار خود). چند دقیقه بعد او به‌آرامی بر روی مبلِ راحتی خود جان سپرد.
باستر کیتون در مراسم تشییع جنازه او در کلیسای هیلز گفت: «چاپلین، بامزه‌ترین [کمدین] نبود. من بامزه‌ترین [کمدین] نبودم، این مرد بامزه‌ترین بود». دیک ون دایک به عنوان دوست، مریدِ هواخواه و مقلد گاه‌به‌گاه لورل در سال‌های پایانی عمرش، نطق رسمی مجلس ختم را ارائه کرد. او «دعای دلقک» را قرائت کرد. لورل پیش‌تر به شوخی گفته بود: «اگر کسی در مراسم تشییع جنازه من گریه کند، دیگر هرگز با او حرف نخواهم زد.» او در گورستان آرامگاه فارست لان مموریال پارک در هالیوود هیلز به خاک سپردند.

## میراث و افتخارها

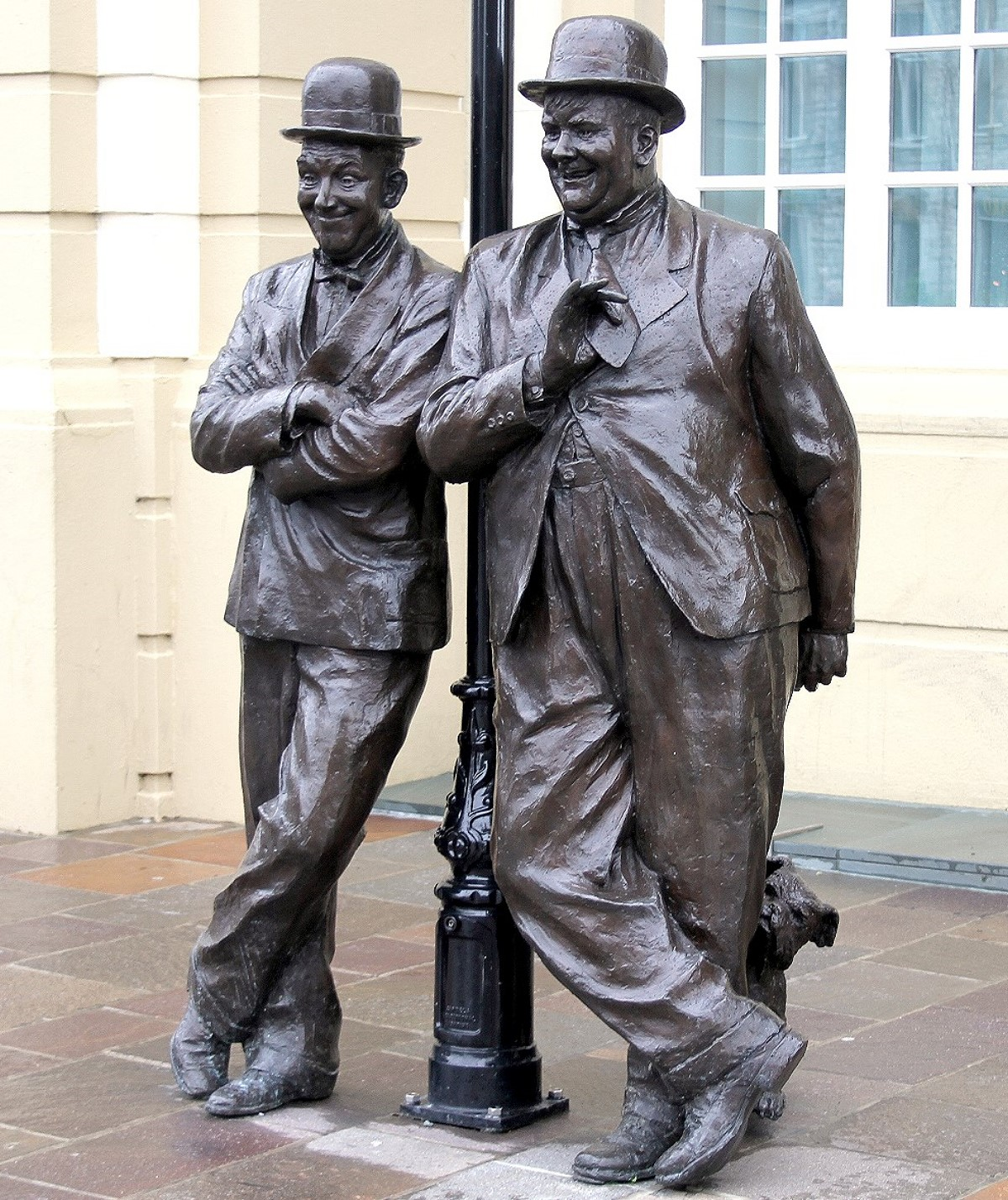
مجسمهٔ استن لورل و اولیور هاردی بیرون کورونیشن هال، اولرستون، کامبریا، انگلستان

تصویر لورل و هاردی بر روی جلد آلبوم ۱۹۶۷ گروه بیتلز با نام گروه کلوپ بی‌کسان گروهبان فلفل نقش بسته‌است. در سال ۱۹۸۹، مجسمه لورل در میدان داکری در نورث شیلدز تاین و ور در انگلستان - جایی که او مابین سال‌های ۱۸۹۷ تا ۱۹۰۲ در ساختمان پلاک آن۸ زندگی می‌کرد - ساخته شد. گفته می‌شود که پله‌های میان میدان تا اسکلهٔ «فیش کی» در نورث شیلدز الهام‌بخش صحنه حرکت پیانو در جعبه موسیقی بوده‌است. در یک نظرسنجی در بریتانیا در سال ۲۰۰۵، با نام «کمدین‌ترین کمدین‌ها»، لورل و هاردی در صدر رده‌بندی «زوج‌های کمدی» و همچنین ردهٔ هفتم کلی قرار گرفتند. نام لورل و هاردی، در سازمان برادری «رسته اعظم موش‌های آبی» ثبت شده‌است.

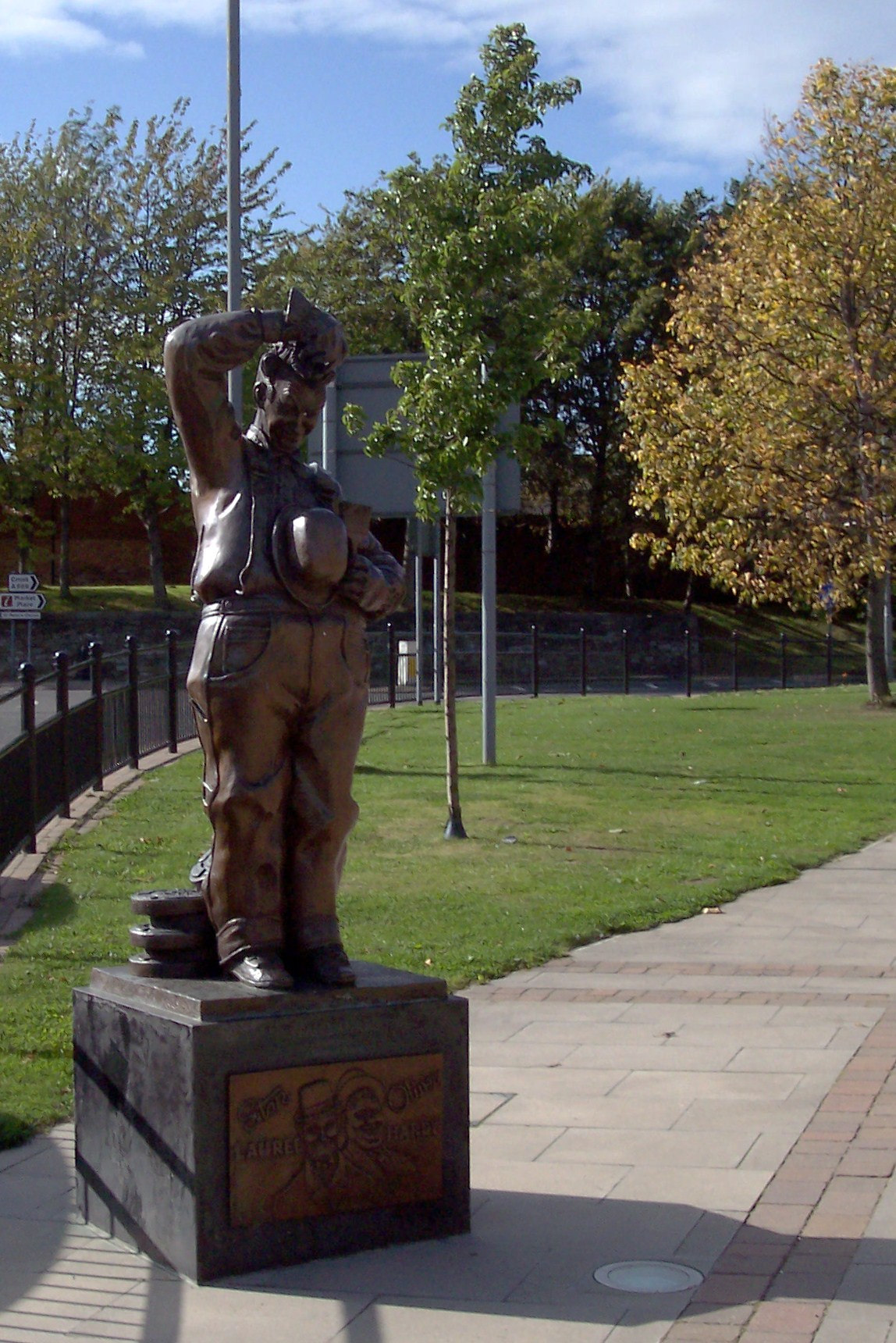
مجسمه لورل در مکانی که در گذشته در آنجا، یک سالن نمایش متعلق به والدینش قرار داشت، در بیشاپ اوکلند، شمال شرقی انگلستان

نیل برند یک نمایشنامه رادیویی با عنوان «استن» نوشت که در سال ۲۰۰۴ در رادیو بی‌بی‌سی ۴ و متعاقباً در «رادیو بی‌بی‌سی ۴ اکسترا» پخش شد و در آن تام کورتنی در نقش استن لورل هنرنمایی کرد که در آن، استن به دیدار الیور هاردی می‌رود. در این نمایش هاردی دچار سکته مغزی شده و لورل سعی می‌کند چیزهایی را به دوست و شریک در حال مرگش بگوید که در دلش ناگفته مانده‌است. در سال ۲۰۰۶، شبکه تلویزیونی بی‌بی‌سی چهار نمایشنامهٔ درامی به نام «استن» را بر پایهٔ نمایشنامه رادیویی نیل برند پخش کرد که در آن لورل، هاردی را در بستر مرگ ملاقات می‌کند و با هم خاطرات حرفه‌ای‌شان را مرور می‌کنند.
لوح یادبودی در مهمانسرای «بول این» در بوتسفورد، لسترشر انگلستان، نصب شده‌است که یادآور سفر لورل و هاردی در کریسمس ۱۹۵۲ به ناتینگهام است که طی آن، این دو هنرمند در منزل خواهر لورل، اولگا، که مدیر آبجو فروشی و رستوران آنجا بود، ماندند. در سال ۲۰۰۸، مجسمه ای از استن لورل در بیشاپ اوکلند، کانتی دورام در محل «سالن نمایش ایدن» رونمایی شد. در آوریل ۲۰۰۹ نیز، مجسمه برنزی لورل و هاردی در اولرستون رونمایی شد.

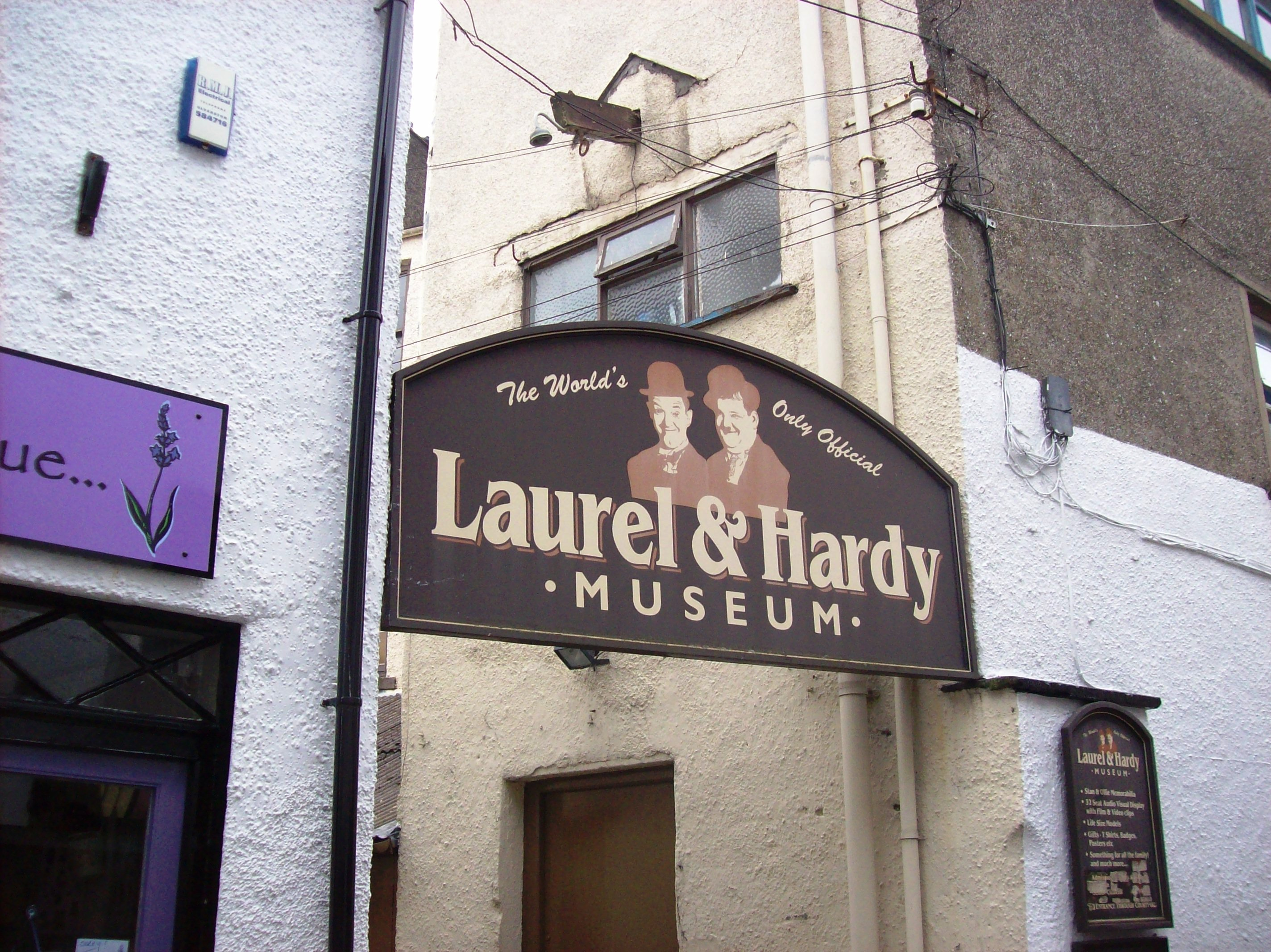
موزهٔ لورل و هاردی در اولرستون

یک «موزه لورل و هاردی» در شهر اولرستون زادگاه استن وجود دارد. دو موزه لورل و هاردی نیز در زادگاه هاردی، هارلم هارلم در ایالت جورجیا موجود است که یکی توسط شهرداری هارلم اداره می‌شود و دیگری یک موزه خصوصی است که متعلق به «گری راسث» ساکن هارلم است. خیابان «جفرسون درایو» در اولرستون نیز به افتخار استن لورل نامگذاری شده‌است.
در سال ۲۰۱۳ گیل لو و جفری هالند نمایشنامهٔ کوتاه تک‌نفره‌ای را به نام «... و این دوست من آقای لورل است» در جشنواره کمدی «کَمدن فرینج» برای نخستین بار به روی صحنه بردند. اجرای این نمایش با بازی هالند در نقش لورل در سراسر بریتانیا در سال ۲۰۱۴ تا ژوئن ۲۰۱۵ ادامه یافت.
در فیلم استن و اولی (۲۰۱۸)، استیو کوگان لورل را به تصویر کشید (هنرنمایی که باعث شد او نامزد دریافت جایزه بفتای بهترین بازیگر نقش اول مرد شود و جان سی ریلی نقش هاردی را ایفا کرده‌است. این فیلم که محصولات بی‌بی‌سی فیلمز است در زمان اوج حرفه هنری این دو رخ می‌دهد و بیشتر متمرکز بر تور هنری پایانی آنها در انگلستان و حضور در برنامه‌های رنگارنگ انگلستان و ایرلند در سال ۱۹۵۳ است.
در سال ۲۰۱۹، لورل به عنوان بهترین کمدین بریتانیایی از سوی گروه داوران از شبکهٔ تلویزیونی گُـلد انتخاب شد.
ستاره لورل در پیاده‌روی مشاهیر در شماره ۷۰۲۱ «بلوار هالیوود» در منطقهٔ هالیوود نصب شده‌است.

## فیلم‌شناسی
(فیلم‌های استن لورل که در آنها، به‌عنوان یک بازیگر و بدون الیور هاردی نقش‌آفرینی نموده‌است).
 (فیلم‌هایی که با الیور هاردی همبازی بوده‌است).